# Jelshøj
Jelshøj er med sine 128 meter over havet det højeste punkt ved Aarhus.
Den ligger i Skåde Sogn syd for Aarhus i det vældige bakkedrag Holme Bjerge og er en bronzealderhøj. Fra Jelshøj er der en storslået udsigt over Aarhus, til Djursland og Mols, til Samsø og hele egnen syd og vest for Aarhus. 

Den kan så også ses langt fra og har tidligere været brugt som bavnehøj, højen er fredet ligesom andre oltidshøje (herunder gravhøje). 
På toppen af Jelshøj står en firkant granitsten - et punkt i trianguleringen af Danmark, såkaldt geodætisk postament - Jelshøj indgik som et af punkterne i opmålingen af Danmark. Årstallet 1873 indhugget i stenen, årstallet for postamentets etablering.                                                                                                                                                          
Vejene omkring Jelshøj er ofte blevet brugt til cykelløb blandt andet til Post Danmark Rundt i 2005, pga. det bakkede terræn.
Der er adgang til toppen ad en sti fra den nærliggende parkeringsplads.
- Postament på Jelshøj
- Jelshøj i november 2012